# Bugatti Type 35

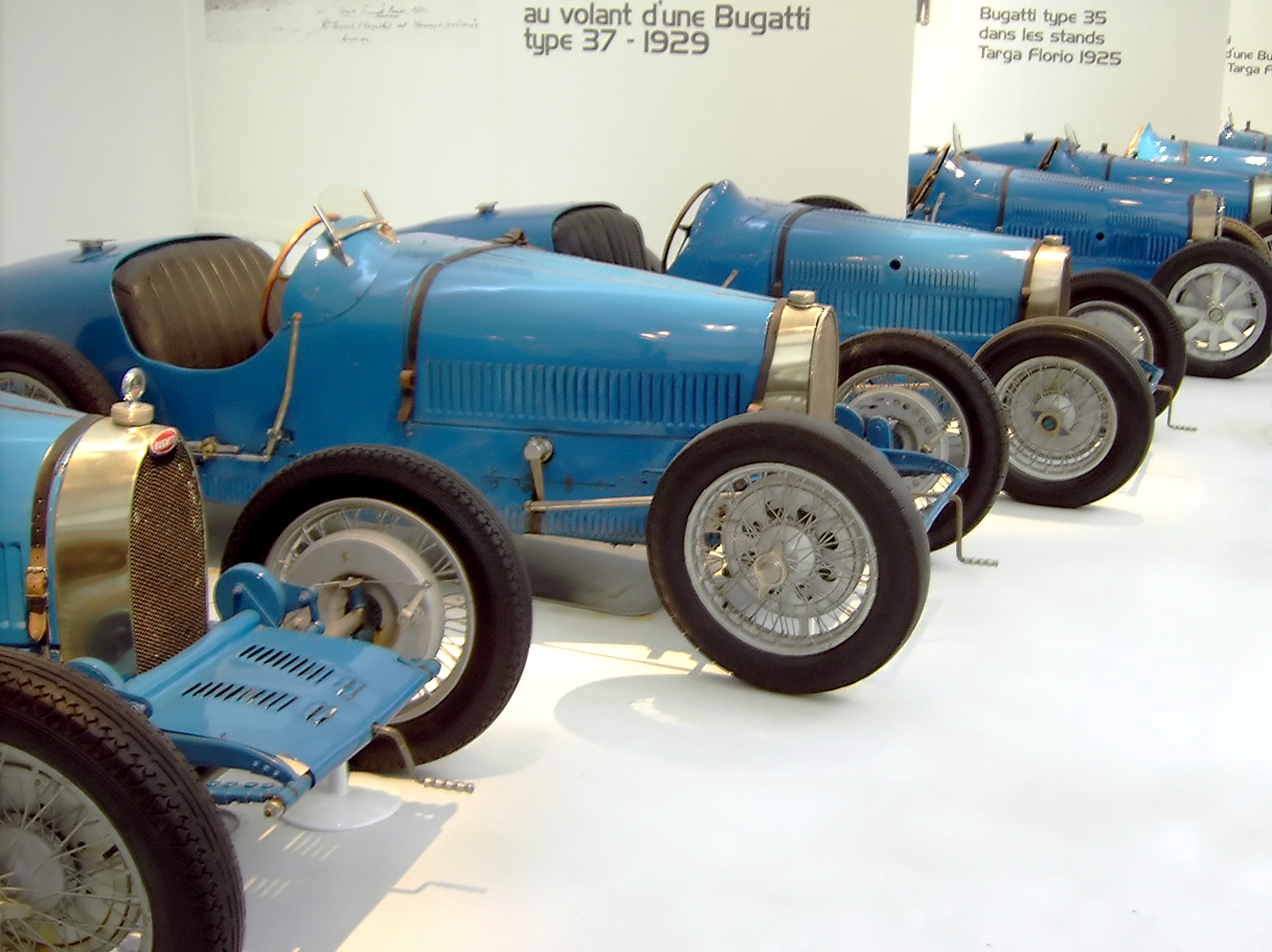
Bugatti racerbilar

Bugatti Type 35 är en tävlingsbil, tillverkad av den franska biltillverkaren Bugatti mellan 1924 och 1930. Modellerna Type 37 och Type 39 var varianter på samma chassi. 
Detta var 1920-talets mest framgångsrika tävlingsbilar. Bugatti hade ett eget fabriksstall med tillgång till de allra senaste utvecklingarna, men de flesta bilarna såldes till privatförare som tävlade för nöjes skull. De vann otaliga biltävlingar världen över och byggde Bugattis varumärke. Louis Chiron är en legendarisk racingförare som tävlade för Bugatti i en Type 35 A och C. På grund av hans bidrag för Bugatti valde man därför att namnge Bugatti Veyrons uppföljare till Bugatti Chiron.

## Type 35

### Type 35
Type 35 hade en vidareutvecklad version av motorn i Type 30, en rak åtta med en överliggande kamaxel och tre ventiler per cylinder. Chassit var en vidareutveckling från Type 13 Brescia.
Bugatti gjorde sitt bästa för att hålla vikten nere. Bland annat var framaxeln ihålig som ett rör. Fjädringen, bestående av längsgående bladfjädrar, gick rakt genom axeln. Fälgarna var av aluminium, med ingjutna bromstrummor.

### Type 35A
Type 35 var en avancerad och dyr konstruktion. För kunder med begränsade resurser erbjöd Bugatti ”budgetvarianten” Type 35A. Bilen hade en enklare Type 30-motor med lägre effekt, men som samtidigt krävde mindre underhåll och som räckte gott för tävlingar på lägre nivåer.
35A kallades lite hånfullt ”Tecla”, efter en tillverkare av billiga juvelimitationer.

### Type 35C
Type 35C var försedd med kompressor.

### Type 35T
Type 35T hade en större 2,3-litersmotor utan överladdning.

### Type 35B
Type 35B blev den sista utvecklingen i serien. Den hade en kompressormatad 2,3-litersmotor.

### Motor
| Modell | Årsmodell | Motor                   | Cylindervolym | Effekt | Bränslesystem               |
| ------ | --------- | ----------------------- | ------------- | ------ | --------------------------- |
| T35    | 1924-30   | 8-cyl radmotor SOHC 24v | 1991 cm³      | 90 hk  | Dubbla förgasare            |
| T35A   | 1926-30   | 8-cyl radmotor SOHC 24v | 1991 cm³      | 70 hk  | Dubbla förgasare            |
| T35C   | 1926-30   | 8-cyl radmotor SOHC 24v | 1991 cm³      | 120 hk | Enkel förgasare, kompressor |
| T35T   | 1926-30   | 8-cyl radmotor SOHC 24v | 2262 cm³      | 100 hk | Dubbla förgasare            |
| T35B   | 1926-30   | 8-cyl radmotor SOHC 24v | 2262 cm³      | 130 hk | Enkel förgasare, kompressor |

- Wikimedia Commons har media som rör Bugatti Type 35.

## Type 37

### Type 37
Type 37 hade en mindre fyrcylindrig motor, i praktiken en halv Type 35-motor.

### Type 37A
Type 37A var försedd med kompressor. Av hela Type 37-produktionen var 67 stycken A-modeller.

### Motor
| Modell | Årsmodell | Motor                   | Cylindervolym | Effekt | Bränslesystem               |
| ------ | --------- | ----------------------- | ------------- | ------ | --------------------------- |
| T37    | 1926-30   | 4-cyl radmotor SOHC 12v | 1496 cm³      | 60 hk  | Enkel förgasare             |
| T37A   | 1926-30   | 4-cyl radmotor SOHC 12v | 1496 cm³      | 85 hk  | Enkel förgasare, kompressor |

- Wikimedia Commons har media som rör Bugatti Type 37.

## Type 39
Type 39 hade en liten 1,5-liters åtta, i Type 39A kompletterad med kompressor. Några enstaka exemplar hade en ännu mindre 1,1-litersmotor.

### Motor
| Modell | Årsmodell | Motor                   | Cylindervolym | Effekt | Bränslesystem               |
| ------ | --------- | ----------------------- | ------------- | ------ | --------------------------- |
| T39    | 1926-29   | 8-cyl radmotor SOHC 24v | 1493 cm³      | 85 hk  | Enkel förgasare             |
| T39A   | 1926-29   | 8-cyl radmotor SOHC 24v | 1493 cm³      | 115 hk | Enkel förgasare, kompressor |